# قلاب بینی

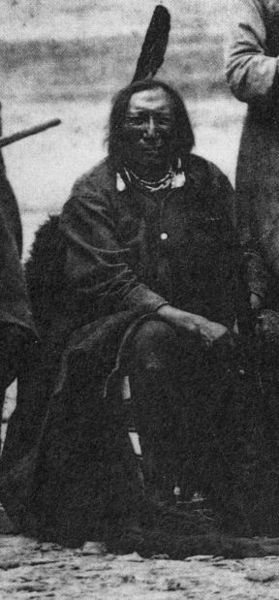
بینی رومی، فورت لارمی، ۱۸۶۸.

بینی قلاب (به انگلیسی: Hook Nose) (زاده ۱۸۲۳–۱۷ سپتامبر ۱۸۶۸) که تاریخ او را بعنوان بینی رومی(Roman Nose) می‌شناسد یکی از رهبران قبیله سرخپوستان شاین بود.

او پسر تک شاخ از قبیله لاکوتا بود.